# Dirk Baecker

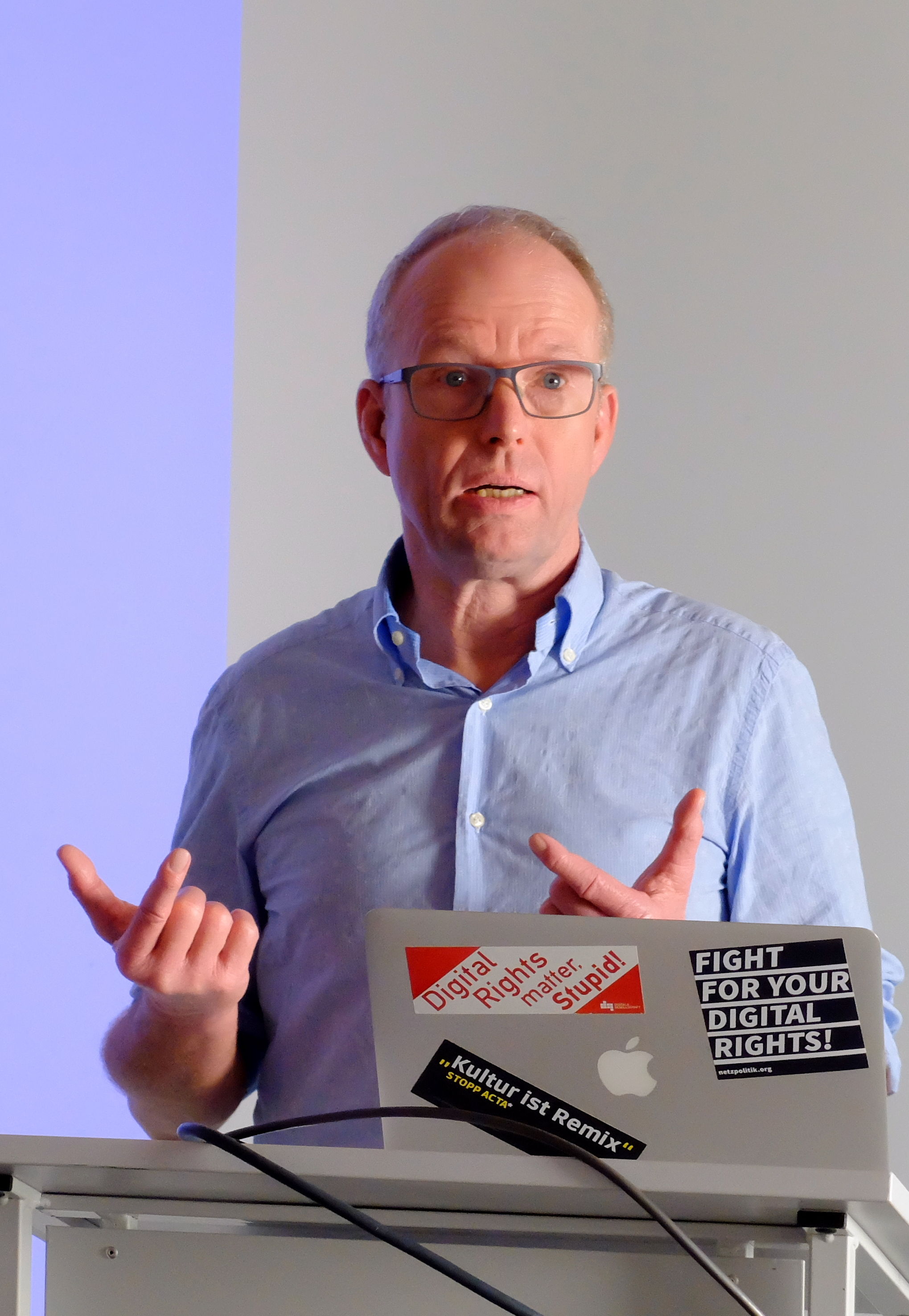
Dirk Baecker beim Kulturpolitischen Dialog 2016 in Düsseldorf

Dirk Baecker (* 11. August 1955 in Karlsruhe) ist ein deutscher Soziologe und Seniorprofessor für Organisations- und Gesellschaftstheorie an der Zeppelin Universität in Friedrichshafen am Bodensee.

## Leben
Nach seinem Abitur am Friedrich-Wilhelm-Gymnasium in Köln und einem Studium der Soziologie und Nationalökonomie in Köln und Paris wurde Baecker an der Universität Bielefeld bei Niklas Luhmann promoviert und habilitierte sich ebendort im Fach Soziologie. Es folgten Forschungsaufenthalte an der Stanford University, Johns Hopkins University und an der London School of Economics. 1996 erhielt Baecker einen Ruf auf den Reinhard-Mohn-Lehrstuhl für Unternehmensführung, Wirtschaftsethik und gesellschaftlichen Wandel an der Universität Witten/Herdecke. Von 2000 bis 2007 hatte er ebendort den Lehrstuhl für Soziologie inne. Zusammen mit Fritz B. Simon und Rudi Wimmer gründete er im Januar 2000 das Management-Zentrum Witten.
Baecker erhielt im Jahr 2006 den Ruf auf den neuen Lehrstuhl für Kulturtheorie und -analyse an die Zeppelin Universität (ZU), wo er von 2007 bis 2015 forschte und lehrte. 2015 erfolgte der Rückruf an die Universität Witten/Herdecke, wo Baecker dem Lehrstuhl für Kulturtheorie und Management vorstand. Bis zu deren Fusion mit der Fakultät für Wirtschaft 2019 war Baecker auch als Dekan der dortigen Fakultät für Kulturreflexion – Studium fundamentale tätig. Seit September 2021 ist Baecker Seniorprofessor für Organisations- und Gesellschaftstheorie wiederum an der Zeppelin Universität in Friedrichshafen. Außerdem ist Baecker Mitglied des Vorstands der Deutschen Gesellschaft für Soziologie (2021–2025) und dort verantwortlicher Herausgeber der Zeitschrift SOZIOLOGIE.
Baecker ist verheiratet mit Carena Schlewitt, hat zwei Söhne und lebt in Dresden.

## Wirken
Baecker ist ein Vertreter der soziologischen Systemtheorie und hat an einer Vielzahl von soziologischen Gebieten und Fragestellungen gearbeitet. Dazu gehören Arbeiten zur Theorie der Wirtschaft, Organisation, Kultur und Kunst sowie der symbolisch generalisierten Kommunikationsmedien. Hervorgetreten ist er allerdings als Wirtschafts- und Organisationssoziologe mit Publikationen zu Themen der Managementtheorie und des Komplexitätsmanagements sowie mit Studien zum Begriff des Risikos. Auseinandergesetzt hat sich Baecker auch mit George Spencer-Browns Formkalkül (Gesetze der Form) im Rahmen einer möglichen Integration von Systemtheorie und Netzwerktheorie. Seit 2000 stellt er seine Aufsätze in Sammelbänden unter den Titel Wozu?: Wozu Kultur? (2000), Wozu Systeme? (2002), Wozu Soziologie? (2004), Wozu Gesellschaft? (2007), Wozu Theater? (2013), Wozu Theorie? (2016), Wozu Wirtschaft? (2020) und Wozu Universität? (2023). Die Arbeit mit dem Formkalkül wird erprobt in den Büchern Kulturkalkül (2014), Produktkalkül (2017) und Katjekte (2021). „Katjekte“ werden als Eigenwerte rekursiver und reflexiver sozialer Systeme verstanden, die sich selbst sowohl objektiv gegenüberstehen als auch subjektiv zugrunde liegen.
Baecker ist außerdem Mitherausgeber der Zeitschriften Soziale Systeme und Cybernetics and Human Knowing. Zudem war er Herausgeber der Buchreihe „copyrights“ im Berliner Kulturverlag Kadmos.

## Schriften (Auswahl)
- Information und Risiko in der Marktwirtschaft. Suhrkamp, Frankfurt am Main 1988
- Womit handeln Banken? Suhrkamp, Frankfurt am Main 1991 (Neues Vorwort Dezember 2008)
- Kalkül der Form (Hrsg.). Suhrkamp, Frankfurt am Main 1993
- Probleme der Form (Hrsg.). Suhrkamp, Frankfurt am Main 1993
- Postheroisches Management. Ein Vademecum. Merve, Berlin 1994, ISBN 3-88396-117-5.
- Poker im Osten. Probleme der Transformationsgesellschaft. Merve, Berlin 1998, ISBN 3-88396-140-X.
- Die Form des Unternehmens. Suhrkamp, Frankfurt am Main 1993, Tb. 1999
- Organisation als System: Aufsätze. Suhrkamp, Frankfurt am Main 1999
- Wozu Kultur? Kulturverlag Kadmos, Berlin 2000
- Wozu Systeme? Kulturverlag Kadmos, Berlin 2002
- Vom Nutzen ungelöster Probleme. Gespräch mit Alexander Kluge. Merve, Berlin 2003, ISBN 3-88396-186-8.
- Organisation und Management: Aufsätze. Suhrkamp, Frankfurt am Main 2003
- Kapitalismus als Religion (Hrsg.). Kulturverlag Kadmos, Berlin 2003, ISBN 3-931659-27-5.
- Wozu Soziologie? Kulturverlag Kadmos, Berlin 2004
- Schlüsselwerke der Systemtheorie (Hrsg.). VS Verlag, Wiesbaden 2005; 2. erw. u. neu gestaltete Aufl., VS Springer, Wiesbaden 2016; 3. erw. u. neu gestaltete Aufl., VS Springer, Wiesbaden 2021.
- Kommunikation. Reclam, Leipzig 2005
- Form und Formen der Kommunikation. Suhrkamp, Frankfurt am Main 2005
- Wirtschaftssoziologie. Transcript, Bielefeld 2006
- Wozu Gesellschaft? Kulturverlag Kadmos, Berlin 2007
- Studien zur nächsten Gesellschaft. Suhrkamp, Frankfurt am Main 2007, ISBN 3-518-29456-3, Rezension von Christoph Möllers in der F.A.Z. vom 31. Dezember 2007, Rezension von Harry Lehmann in der taz vom 19. Januar 2008, Rezension von Joachim Büthe im Deutschlandfunk am 7. Februar 2008
- Die Sache mit der Führung. Picus, Wien 2009
- Nie wieder Vernunft. Kleinere Beiträge zur Sozialkunde. Carl-Auer, Heidelberg 2008, ISBN 978-3-89670-622-5
- Organisation und Störung: Aufsätze. Suhrkamp, Berlin, 2011
- Wozu Theater? Theater der Zeit, Berlin 2013, ISBN 978-3943881059.
- Beobachter unter sich: Eine Kulturtheorie. Suhrkamp, Berlin 2013, ISBN 978-3-518-58590-0. Rezensionen von Ralf Konersmann in der Süddeutschen Zeitung vom 24./25. August 2013 und von Gert Scobel im Philosophie Magazin, Oktober/November 2013.
- Neurosoziologie: Ein Versuch. edition unseld, Berlin 2014, ISBN 978-3-518-26052-4.
- Kulturkalkül. Merve, Berlin 2014, ISBN 978-3-88396-356-3.
- Wozu Theorie? Aufsätze. Suhrkamp, Berlin 2016, ISBN 978-3-518-29777-3.
- Produktkalkül. Merve, Berlin 2017, ISBN 978-3-88396-362-4.
- 4.0 oder Die Lücke die der Rechner lässt. Merve, Leipzig 2018, ISBN 978-3-96273-012-3. Rezension von Johann Schloemann in der Süddeutschen Zeitung vom 23. September 2018, Rezension von Gert Scobel im Philosophie Magazin, Februar/März 2019
- Intelligenz, künstlich und komplex. Merve, Leipzig 2019, ISBN 978-3-96273-035-2
- Wozu Wirtschaft? Metropolis, Marburg 2020, ISBN 978-3-7316-1423-4
- Parallele Welten der Digitalisierung im Betrieb (Hrsg. mit Uwe Elsholz), Springer VS, Wiesbaden, 2021, ISBN 978-3-658-35103-8
- Katjekte. Merve, Leipzig, 2021, ISBN 978-3-96273-060-4
- Wozu Universität? Metropolis, Marburg, 2023, ISBN 978-3-7316-1538-5